# Хуан Понсе де Леон
Хуан Понсе де Леон (шп. Juan Ponce de León; рођен у месту Сентерва де Кампо (шп. Santervás de Campos) 1460. а умро је јула 1521) је био кастиљански конкистадор и истраживач. Као млад, учествовао је у рату за Гранаду, 1492. године, која је била последње маварско упориште на Иберијском полуострву. Не зна се са сигурношћу да ли је у Америку први пут стигао са Колумбом 1493. (друго путовање), или са Овандом (шп. Ovando) 1502. У сваком случају, учествовао је у освајању Хисопањоле (данас Санто Доминго у Доминиканској Републици), а сам је предводио освајање оближњег острва Сан Хуан или Борикен (данашњи Порторико) (1508), чији је касније постао гувернер (1510) упркос противљењу Дијега Колумба.

## Прво путовање у Америку
Претпоставља се да је Хуан први пут стао на америчко тло код града Кокбурн (енгл. Cockburn Town) на Острвима Туркс и Каикос (енгл. Turks and Caicos Islands) али се убрзо настанио на Хиспањоли. Помаже у освајању источне Хиспањоле (данас Доминиканска република) и добија титулу гувернера скоро основане провинције Хигуеј (шп. Higuey). У међувремену, слушао је приче о богатствима Борикена (данас Порторико), тако да је подстакнут тимпричама, затражио и добио дозволу да оде тамо.
Године 1508. Понсе де Леон подиже прву насеобину у Порторику, звану Капара (шп. Caparra). Поглавица племена Таино, Агвејбана (шп. Agüeybaná) га прима широко отворених руку, тако да Понсе убрзо успоставља власт на целом острву, због чега ће 1509. постати гувернер Порторика. Шпанци су принудили локалне Индијанце да раде у локалним рудницима, али је пуно њих умрло што од напорног рада, што од заразних болести које су конкистадори донели из Европе а на које Индијанци нису били имуни. Понсе де Леон се, међутим, обогатио док је био гувернер.

## Губитак гувернерског положаја
Након смрти Кристифора Колумба 1506, који је био именован за доживотног војног управника новооткривених земаља у Новом свету, та привилегија није додељена његовом сину Дијегу Колумбу, а Понсе де Леон је већ био одређен за гувернера и колонизатора Порторика. То је навело Дијега Колумба да случај доведе на врховни суд у Мадриду, где је и добио судски спор. Понсеу де Леону је одузето место гувернера 1512. Пошто је Хуан осећао да му је испод части да служи Дијега Колумба, тражио је право на истраживање земаља северно од Кубе.

## Извор младости
За Хуана Понсе де Леона је везан велики мит о Извору младости, којег је Хуан наводно тражио по Флориди. У ствари, Хуан је тражио поновно рођење преко славе, признања и богатства, не буквално физичко подмлађивање.
Наиме, Индијанци са Порторика су говорили Шпанцима о богатој земљи северно од Биминија (острва Бахами), где је Понсе де Леон тражио злато, робове и нове земље над којима би имао управу у име шпанске круне. Тај мит је први пут поменут у мемоарима Ернанда де Ескалантеа Фонтанеде (шп. Hernando de Escalante Fontaneda) 1560. Тај мит је био преузет и у хронолошкој књизи Антонија де Херера Тордесиљаса (шп. Antonio de Herrera y Tordesillas) Општа историја доживљаја Кастиљанаца (шп. Historia general de los hechos de los Castellanos), која говори о доживљајима Шпанаца у америчким колонијама од 1492. до 1554.

## Откриће Флориде
Године 1513. Понсе де Леон је о свом трошку направио експедицију са три брода. Први пут је видео острво 27. марта 1513. међутим, наставио је с пловидбом. Дана 2. априла искрцава се на копно у делу који се налази на североистоку данашње државе Флорида коју је прогласио шпанском територијом у име шпанских краљева.
Постоје два могућа разлога због којих је полуострво назвао Флорида - први је због бујне вегетације и огоромне количине цвећа (Флорида на шпанском значи цветна), а други је зато што је тамо стигао на шпански празник Пасква Флорида (шп. Pascua Florida) то јест, Ускрса. Пасква Флорида - 2. април - је данас званичан празник на Флориди.
Понсе де Леон је наставио пловидбом у працу југа уз обалу Флориде и уцртавајући у мапу обалу и реке на које је наилазио. Обишао је Флорида Киз (енгл. Florida Keys) а онда је опловио западну обалу Флориде до Кејп Романа (енгл. Cape Romano). Затим се вратио до Хаване, а онда се опет вратио до Флориде, направио паузу у Бискејн Беју (енгл. Biscayne Bay) и затим се вратио у Порторико. .
Понсе де Леон можда није био први Европљанин који је стигао до Флориде. Нашао је домороце који су говорили шпански.

## Повратак у Шпанију
Године 1514. Понсе де Леон се вратио у Шпанију где је добио задатак да освоји карипско острво Гваделуп и колонизује Флориду. Експедиција на Гваделуп 1515. није успела те се Понсе Леон вратио у Порторико где остао до 1521.

## Последњи пут за Флориду
Године 1521. Хуан Понсе де Леон је организовао експедицију колонизације Флориде са два брода и 200 људи, укључујући свештенике, сељаке, стоку (између осталог и 50 коња) и алате. Експедиција је пристала на југозападну обалу Флориде. Ту су Шпанце напали Калусе, једно домородачко племе са Флориде. Притом је Понсе де Леон погођен отровном стрелом у раме. Колонисти су се вратили у Хавану, где је Понсе де Леон умро од тровања. Његов гроб се данас налази у катедрали Старог Сан Хуана у Порторику.